# Temporada 2024 de MotoGP
La temporada 2024 de MotoGP fue  la 76.ª edición de la categoría principal del Campeonato del Mundo de Motociclismo. Constó de 20 carreras, siendo esta la edición más larga celebrada. Dio comienzo el 10 de marzo en Catar, tras los test de pretemporada en el Circuito Internacional de Losail, (6-8 de febrero), y concluyó el 17 de noviembre en el Circuito de Barcelona-Cataluña. El español Jorge Martín se proclamó campeón del mundo en la última carrera de la temporada en el Gran Premio Solidario, Francesco Bagnaia fue subcampeón y Marc Márquez resultó tercero.

## Calendario
El calendario provisional fue anunciado el 27 de septiembre de 2023.
| Ronda                                           | Gran Premio                            | Circuito                                                            | Fecha                        |
| ----------------------------------------------- | -------------------------------------- | ------------------------------------------------------------------- | ---------------------------- |
| 1                                               | Gran Premio de Catar                   | Circuito Internacional de Losail, Lusail                            | 8-10 de marzo                |
| 2                                               | Gran Premio de Portugal                | Autódromo Internacional do Algarve, Portimão                        | 22-24 de marzo               |
| 3                                               | Gran Premio de las Américas            | Circuito de las Américas, Austin                                    | 12-14 de abril               |
| 4                                               | Gran Premio de España                  | Circuito de Jerez, Jerez de la Frontera                             | 26-28 de abril               |
| 5                                               | Gran Premio de Francia                 | Circuito de Bugatti, Le Mans                                        | 10-12 de mayo                |
| 6                                               | Gran Premio de Cataluña                | Circuito de Barcelona-Cataluña, Montmeló                            | 24-26 de mayo                |
| 7                                               | Gran Premio de Italia                  | Autódromo Internacional del Mugello, Scarperia                      | 31 de mayo-2 de junio        |
| 8                                               | Gran Premio de Assen                   | Circuito de Assen, Assen                                            | 28-30 de junio               |
| 9                                               | Gran Premio de Alemania                | Sachsenring, Hohenstein-Ernstthal                                   | 5-7 de julio                 |
| 10                                              | Gran Premio de Gran Bretaña            | Circuito de Silverstone, Silverstone                                | 2-4 de agosto                |
| 11                                              | Gran Premio de Austria                 | Red Bull Ring, Spielberg                                            | 16-18 de agosto              |
| 12                                              | Gran Premio de Aragón                  | Motorland Aragón, Alcañiz                                           | 30 de agosto-1 de septiembre |
| 13                                              | Gran Premio de San Marino              | Misano World Circuit Marco Simoncelli, Misano Adriatico             | 6-8 de septiembre            |
| 14                                              | Gran Premio de Emilia-Romaña           | Misano World Circuit Marco Simoncelli, Misano Adriatico             | 20-22 de septiembre          |
| 15                                              | Gran Premio de Indonesia               | Circuito Urbano Internacional de Mandalika, Lombok                  | 27-29 de septiembre          |
| 16                                              | Gran Premio de Japón                   | Mobility Resort Motegi, Motegi                                      | 4-6 de octubre               |
| 17                                              | Gran Premio de Australia               | Circuito de Phillip Island, Isla Phillip                            | 18-20 de octubre             |
| 18                                              | Gran Premio de Tailandia               | Circuito Internacional de Chang, Buriram                            | 25-27 de octubre             |
| 19                                              | Gran Premio de Malasia                 | Circuito Internacional de Sepang, Sepang                            | 1-3 de noviembre             |
| 20                                              | Gran Premio Solidario de Barcelona     | Circuito de Barcelona-Cataluña, Montmeló                            | 15-17 noviembre              |
| Grandes Premios cancelados                      |                                        |                                                                     |                              |
| -                                               | Gran Premio de Argentina               | Autódromo Internacional de Termas de Río Hondo, Santiago del Estero | 5-7 de abril                 |
| -                                               | Gran Premio de la India                | Circuito Internacional de Buddh, Dankaur                            | 20-22 de septiembre          |
| -                                               | Gran Premio de Kazajistán              | Autódromo Internacional de Sokol, Alma Ata                          | 20-22 de septiembre          |
| -                                               | Gran Premio de la Comunidad Valenciana | Circuito Ricardo Tormo, Valencia                                    | 15-17 de noviembre           |
| Notas: Actualizado al 5 de noviembre de 2024 1. |                                        |                                                                     |                              |

### Cambios en el calendario
- Tras no hacerlo en 2023, el Gran Premio de Catar volverá a acoger la primera ronda del campeonato.
- El Gran Premio de Kazajistán que debería haber debutado en 2023 en el calendario, lo hará finalmente en 2024 tras su cancelación el año anterior. El Autódromo Internacional de Sokol se convertirá en el 75.º circuito en albergar carreras mundialistas y Kazajistán en el 31 país en albergar una ronda del campeonato.
- Tras la ausencia en el calendario de 2023 de Campeonato del Mundo de MotoGP, el Gran Premio de Aragón volverá a estar en el calendario, por lo que España volverá a acoger 4 carreras en 2024.
- El Gran Premio de Hungría tras no entrar en el calendario se postula como Gran Premio reserva de cara a 2024.[4]
- El 31 de enero se confirma la cancelación del Gran Premio de Argentina al no poder asegurar por parte del promotor los servicios necesarios para la realización del Gran Premio según los estándares de MotoGP.[5] La cancelación del Gran Premio no contará con ninguna sustitución de otro circuito dejando el calendario en 21 pruebas.
- El 29 de mayo se anuncia la cancelación del Gran Premio de la India, que regresará en 2025 tras que Dorna siga los consejos del Gobierno de Uttar Pradesh, encargado de su celebración.[6]
- Tras tener que ser cancelado en primera instancia, el Gran Premio de Kazajistán es recolocado en las fechas que estaba previsto el Gran Premio de la India. La inauguración del Gran Premio se modifica debido a inundaciones de la región que imposibilitan su celebración en junio.[7]
- El Gran Premio de Kazajistán no se disputará en la temporada después de ser cancelado de nuevo el 15 de julio por problemas logísticos y operativos debido a inundaciones en la región. La cita será reemplazada con un segundo Gran Premio en el circuito de Misano bajo el nombre de Gran Premio de la Emilia-Romaña, nombre bajo el que se corrió una segunda carrera en las temporadas 2020 y 2021.[8]
- El Gran Premio de la Comunidad Valenciana previsto para el 17 de noviembre se suspenderá debido a las fuertes inundaciones creadas por la DANA que arrasó la autonomía dos semanas antes de la fecha prevista y que destrozó los accesos y aparcamientos al circuito.[9]
- En reemplazo del Gran Premio de la Comunidad Valenciana suspendido por la DANA, se crea una segunda carrera en el circuito de Montmeló bajo el nombre de Gran Premio Solidario de Barcelona y con el lema "correr por Valencia".[2]

## Equipos y pilotos en MotoGP

### Pilotos participantes
| Equipos de fábrica                | Equipos de fábrica | Equipos de fábrica      | Equipos de fábrica | Equipos de fábrica    | Equipos de fábrica  |
| Equipo                            | Constructor        | Moto                    | N.º                | Piloto                | Rondas              |
| --------------------------------- | ------------------ | ----------------------- | ------------------ | --------------------- | ------------------- |
| Aprilia Racing                    | Aprilia            | Aprilia RS-GP           | 12                 | Maverick Viñales      | Todas               |
| Aprilia Racing                    | Aprilia            | Aprilia RS-GP           | 32                 | Lorenzo Savadori      | 4, 7-8, 11          |
| Aprilia Racing                    | Aprilia            | Aprilia RS-GP           | 41                 | Aleix Espargaró       | Todas               |
| Ducati Lenovo Team                | Ducati             | Ducati Desmosedici GP24 | 1                  | Francesco Bagnaia     | Todas               |
| Ducati Lenovo Team                | Ducati             | Ducati Desmosedici GP24 | 23                 | Enea Bastianini       | Todas               |
| Repsol Honda Team                 | Honda              | Honda RC213V            | 10                 | Luca Marini           | Todas               |
| Repsol Honda Team                 | Honda              | Honda RC213V            | 36                 | Joan Mir              | 1-12, 14-20         |
| HRC Test Team                     | Honda              | Honda RC213V            | 6                  | Stefan Bradl          | 4, 6, 9, 11, 13, 20 |
| Red Bull KTM Factory Racing       | KTM                | KTM RC16                | 26                 | Dani Pedrosa          | 4                   |
| Red Bull KTM Factory Racing       | KTM                | KTM RC16                | 33                 | Brad Binder           | Todas               |
| Red Bull KTM Factory Racing       | KTM                | KTM RC16                | 43                 | Jack Miller           | Todas               |
| Red Bull KTM Factory Racing       | KTM                | KTM RC16                | 44                 | Pol Espargaró         | 7, 11, 13           |
| Monster Energy Yamaha MotoGP      | Yamaha             | Yamaha YZR-M1           | 20                 | Fabio Quartararo      | Todas               |
| Monster Energy Yamaha MotoGP      | Yamaha             | Yamaha YZR-M1           | 42                 | Álex Rins             | 1-8, 10-20          |
| Monster Energy Yamaha MotoGP      | Yamaha             | Yamaha YZR-M1           | 87                 | Remy Gardner          | 9                   |
| Monster Energy Yamaha MotoGP      | Yamaha             | Yamaha YZR-M1           | 87                 | Remy Gardner          | 10, 16              |
| Equipos independientes            |                    |                         |                    |                       |                     |
| Equipo                            | Constructor        | Moto                    | N.º                | Piloto                | Rondas              |
| Trackhouse Racing MotoGP          | Aprilia            | Aprilia RS-GP           | 25                 | Raúl Fernández        | Todas               |
| Trackhouse Racing MotoGP          | Aprilia            | Aprilia RS-GP           | 32                 | Lorenzo Savadori      | 16-19               |
| Trackhouse Racing MotoGP          | Aprilia            | Aprilia RS-GP           | 88                 | Miguel Oliveira       | 1-15, 20            |
| Prima Pramac Racing               | Ducati             | Ducati Desmosedici GP24 | 21                 | Franco Morbidelli     | Todas               |
| Prima Pramac Racing               | Ducati             | Ducati Desmosedici GP24 | 89                 | Jorge Martín          | Todas               |
| Pertamina Enduro VR46 Racing Team | Ducati             | Ducati Desmosedici GP23 | 29                 | Andrea Iannone        | 19                  |
| Pertamina Enduro VR46 Racing Team | Ducati             | Ducati Desmosedici GP23 | 49                 | Fabio Di Giannantonio | 1-18                |
| Pertamina Enduro VR46 Racing Team | Ducati             | Ducati Desmosedici GP23 | 51                 | Michele Pirro         | 20                  |
| Pertamina Enduro VR46 Racing Team | Ducati             | Ducati Desmosedici GP23 | 72                 | Marco Bezzecchi       | Todas               |
| Gresini Racing MotoGP             | Ducati             | Ducati Desmosedici GP23 | 73                 | Álex Márquez          | Todas               |
| Gresini Racing MotoGP             | Ducati             | Ducati Desmosedici GP23 | 93                 | Marc Márquez          | Todas               |
| LCR Honda Castrol                 | Honda              | Honda RC213V            | 5                  | Johann Zarco          | Todas               |
| LCR Honda IDEMITSU                | Honda              | Honda RC213V            | 30                 | Takaaki Nakagami      | Todas               |
| GasGas Factory Racing Tech3       | KTM                | KTM RC16                | 31                 | Pedro Acosta          | Todas               |
| GasGas Factory Racing Tech3       | KTM                | KTM RC16                | 37                 | Augusto Fernández     | Todas               |

| Leyenda             |
| ------------------- |
| Piloto regular      |
| Piloto novato       |
| Piloto invitado     |
| Piloto de reemplazo |

#### Cambios de pilotos
- Pedro Acosta, piloto de Moto2 en 2023, subirá a MotoGP en 2024 con el equipo GasGas Tech3, siendo compañero de Augusto Fernández y reemplazando al piloto español Pol Espargaró.[31] Pol pasará a ser el piloto de pruebas de KTM junto con Dani Pedrosa.[32]
- Franco Morbidelli deja Yamaha Motor Company[33] para unirse a Ducati de la mano de Pramac Racing.[22]
- Álex Rins se une a Yamaha tras un año en LCR Honda.[17]
- Johann Zarco abandona Pramac Racing tras tres temporadas en el equipo y firma por dos temporadas con LCR Honda.[29]
- Marc Marquez abandona Repsol Honda Team tras 11 años para unirse a Ducati de la mano de Gresini Racing.[28][34]
- Luca Marini abandona Mooney VR46 Racing Team tras dos temporadas para unirse a Repsol Honda Team.[13] Fabio Di Giannantonio ocupará su lugar tras su marcha de Gresini Racing tras ocho temporadas en el Campeonato del Mundo de Motociclismo (dos de ellas en la categoría de MotoGP).[24]

#### Cambios de equipos
- El RNF es expulsado de la categoría, después de que la Federación Internacional de Motociclismo (FIM), IRTA y Dorna decidiesen no renovar su contrato para correr en la categoría reina. El Trackhouse Racing, equipo participante de la NASCAR, será quien compita como equipo satélite de Aprilia manteniendo la estructura y los pilotos del RNF.
- mooney no será el patrocinador del equipo VR46. Pertamina, petrolera con sede en Indonesia (con Pertamina Enduro como nombre), pasa a ser el patrocinador principal, manteniendo la estructura y los pilotos del VR46.

## Resultados por Gran Premio
| Ronda | Fecha                              | Gran Premio | Mapa del circuito                                                          | Resultados                   | Resultados        | Resultados                       | Resultados        |
| ----- | ---------------------------------- | --- | -------------------------------------------------------------------------- | ---------------------------- | ----------------- | -------------------------------- | ----------------- |
| 1     | 8, 9 y 10 de marzo                 | Gran Premio de Catar Circuito de Losail Longitud: 5,380 km Vueltas: 22 Distancia de carrera: 118,36 km Ganador 2023: Fabio Di Giannantonio - Gresini Racing MotoGP                                         |                                                                            | FP1                          | Jorge Martín      | Sprint Race                      | Jorge Martín      |
| 1     | 8, 9 y 10 de marzo                 | Gran Premio de Catar Circuito de Losail Longitud: 5,380 km Vueltas: 22 Distancia de carrera: 118,36 km Ganador 2023: Fabio Di Giannantonio - Gresini Racing MotoGP                                         | PR                                                                         | Álex Márquez                 | Warm Up           | Maverick Viñales                 |                   |
| 1     | 8, 9 y 10 de marzo                 | Gran Premio de Catar Circuito de Losail Longitud: 5,380 km Vueltas: 22 Distancia de carrera: 118,36 km Ganador 2023: Fabio Di Giannantonio - Gresini Racing MotoGP                                         | FP2                                                                        | Marc Márquez                 | Ganador           | Francesco Bagnaia                |                   |
| 1     | 8, 9 y 10 de marzo                 | Gran Premio de Catar Circuito de Losail Longitud: 5,380 km Vueltas: 22 Distancia de carrera: 118,36 km Ganador 2023: Fabio Di Giannantonio - Gresini Racing MotoGP                                         | Q1                                                                         | Raúl Fernández               | 2.o puesto        | Brad Binder                      |                   |
| 1     | 8, 9 y 10 de marzo                 | Gran Premio de Catar Circuito de Losail Longitud: 5,380 km Vueltas: 22 Distancia de carrera: 118,36 km Ganador 2023: Fabio Di Giannantonio - Gresini Racing MotoGP                                         | Q1                                                                         | Jack Miller                  | 3.er puesto       | Jorge Martín                     |                   |
| 1     | 8, 9 y 10 de marzo                 | Gran Premio de Catar Circuito de Losail Longitud: 5,380 km Vueltas: 22 Distancia de carrera: 118,36 km Ganador 2023: Fabio Di Giannantonio - Gresini Racing MotoGP                                         | Pole Position                                                              | Jorge Martín (1:50.789)      | Vuelta rápida     | Pedro Acosta (1:52.657)          |                   |
| 1     | 8, 9 y 10 de marzo                 | Gran Premio de Catar Circuito de Losail Longitud: 5,380 km Vueltas: 22 Distancia de carrera: 118,36 km Ganador 2023: Fabio Di Giannantonio - Gresini Racing MotoGP                                         | Resultados completos: Entrenamientos \|Clasificación \| Sprint \| Carrera  |                              |                   |                                  |                   |
| 2     | 22, 23 y 24 de marzo               | Gran Premio de Portugal Autódromo Internacional do Algarve Longitud: 4,592 km Vueltas: 25 Distancia de carrera: 114,8 km Ganador 2023: Francesco Bagnaia - Ducati Lenovo Team                              |                                                                            | FP1                          | Marc Márquez      | Sprint Race                      | Maverick Viñales  |
| 2     | 22, 23 y 24 de marzo               | Gran Premio de Portugal Autódromo Internacional do Algarve Longitud: 4,592 km Vueltas: 25 Distancia de carrera: 114,8 km Ganador 2023: Francesco Bagnaia - Ducati Lenovo Team                              | PR                                                                         | Enea Bastianini              | Warm Up           | Jorge Martín                     |                   |
| 2     | 22, 23 y 24 de marzo               | Gran Premio de Portugal Autódromo Internacional do Algarve Longitud: 4,592 km Vueltas: 25 Distancia de carrera: 114,8 km Ganador 2023: Francesco Bagnaia - Ducati Lenovo Team                              | FP2                                                                        | Maverick Viñales             | Ganador           | Jorge Martín                     |                   |
| 2     | 22, 23 y 24 de marzo               | Gran Premio de Portugal Autódromo Internacional do Algarve Longitud: 4,592 km Vueltas: 25 Distancia de carrera: 114,8 km Ganador 2023: Francesco Bagnaia - Ducati Lenovo Team                              | Q1                                                                         | Álex Márquez                 | 2.o puesto        | Enea Bastianini                  |                   |
| 2     | 22, 23 y 24 de marzo               | Gran Premio de Portugal Autódromo Internacional do Algarve Longitud: 4,592 km Vueltas: 25 Distancia de carrera: 114,8 km Ganador 2023: Francesco Bagnaia - Ducati Lenovo Team                              | Q1                                                                         | Pedro Acosta                 | 3.er puesto       | Pedro Acosta                     |                   |
| 2     | 22, 23 y 24 de marzo               | Gran Premio de Portugal Autódromo Internacional do Algarve Longitud: 4,592 km Vueltas: 25 Distancia de carrera: 114,8 km Ganador 2023: Francesco Bagnaia - Ducati Lenovo Team                              | Pole Position                                                              | Enea Bastianini (1.37.706)   | Vuelta rápida     | Enea Bastianini (1.38.685)       |                   |
| 2     | 22, 23 y 24 de marzo               | Gran Premio de Portugal Autódromo Internacional do Algarve Longitud: 4,592 km Vueltas: 25 Distancia de carrera: 114,8 km Ganador 2023: Francesco Bagnaia - Ducati Lenovo Team                              | Resultados completos: Entrenamientos \| Clasificación \| Sprint \| Carrera |                              |                   |                                  |                   |
| 3     | 12, 13 y 14 de abril               | Gran Premio de las Américas Circuito de las Américas Longitud: 5,513 km Vueltas: 20 Distancia de carrera: 110,26 km Ganador 2023: Álex Rins - LCR Honda Castrol                                            |                                                                            | FP1                          | Maverick Viñales  | Sprint Race                      | Maverick Viñales  |
| 3     | 12, 13 y 14 de abril               | Gran Premio de las Américas Circuito de las Américas Longitud: 5,513 km Vueltas: 20 Distancia de carrera: 110,26 km Ganador 2023: Álex Rins - LCR Honda Castrol                                            | PR                                                                         | Jorge Martín                 | Warm Up           | Maverick Viñales                 |                   |
| 3     | 12, 13 y 14 de abril               | Gran Premio de las Américas Circuito de las Américas Longitud: 5,513 km Vueltas: 20 Distancia de carrera: 110,26 km Ganador 2023: Álex Rins - LCR Honda Castrol                                            | FP2                                                                        | Pedro Acosta                 | Ganador           | Maverick Viñales                 |                   |
| 3     | 12, 13 y 14 de abril               | Gran Premio de las Américas Circuito de las Américas Longitud: 5,513 km Vueltas: 20 Distancia de carrera: 110,26 km Ganador 2023: Álex Rins - LCR Honda Castrol                                            | Q1                                                                         | Jack Miller                  | 2.o puesto        | Pedro Acosta                     |                   |
| 3     | 12, 13 y 14 de abril               | Gran Premio de las Américas Circuito de las Américas Longitud: 5,513 km Vueltas: 20 Distancia de carrera: 110,26 km Ganador 2023: Álex Rins - LCR Honda Castrol                                            | Q1                                                                         | Álex Márquez                 | 3.er puesto       | Enea Bastianini                  |                   |
| 3     | 12, 13 y 14 de abril               | Gran Premio de las Américas Circuito de las Américas Longitud: 5,513 km Vueltas: 20 Distancia de carrera: 110,26 km Ganador 2023: Álex Rins - LCR Honda Castrol                                            | Pole Position                                                              | Maverick Viñales (2.00.864)  | Vuelta rápida     | Maverick Viñales (2.02.575)      |                   |
| 3     | 12, 13 y 14 de abril               | Gran Premio de las Américas Circuito de las Américas Longitud: 5,513 km Vueltas: 20 Distancia de carrera: 110,26 km Ganador 2023: Álex Rins - LCR Honda Castrol                                            | Resultados completos: Entrenamientos \| Clasificación \| Sprint \| Carrera |                              |                   |                                  |                   |
| 4     | 26, 27 y 28 de abril               | Gran Premio de España Circuito de Jerez-Ángel Nieto Longitud: 4,423 km Vueltas: 25 Distancia de carrera: 110,575 km Ganador 2023: Francesco Bagnaia - Ducati Lenovo Team                                   |                                                                            | FP1                          | Álex Márquez      | Sprint Race                      | Jorge Martín      |
| 4     | 26, 27 y 28 de abril               | Gran Premio de España Circuito de Jerez-Ángel Nieto Longitud: 4,423 km Vueltas: 25 Distancia de carrera: 110,575 km Ganador 2023: Francesco Bagnaia - Ducati Lenovo Team                                   | PR                                                                         | Francesco Bagnaia            | Warm Up           | Álex Márquez                     |                   |
| 4     | 26, 27 y 28 de abril               | Gran Premio de España Circuito de Jerez-Ángel Nieto Longitud: 4,423 km Vueltas: 25 Distancia de carrera: 110,575 km Ganador 2023: Francesco Bagnaia - Ducati Lenovo Team                                   | FP2                                                                        | Marc Márquez                 | Ganador           | Francesco Bagnaia                |                   |
| 4     | 26, 27 y 28 de abril               | Gran Premio de España Circuito de Jerez-Ángel Nieto Longitud: 4,423 km Vueltas: 25 Distancia de carrera: 110,575 km Ganador 2023: Francesco Bagnaia - Ducati Lenovo Team                                   | Q1                                                                         | Franco Morbidelli            | 2.o puesto        | Marc Márquez                     |                   |
| 4     | 26, 27 y 28 de abril               | Gran Premio de España Circuito de Jerez-Ángel Nieto Longitud: 4,423 km Vueltas: 25 Distancia de carrera: 110,575 km Ganador 2023: Francesco Bagnaia - Ducati Lenovo Team                                   | Q1                                                                         | Brad Binder                  | 3.er puesto       | Marco Bezzecchi                  |                   |
| 4     | 26, 27 y 28 de abril               | Gran Premio de España Circuito de Jerez-Ángel Nieto Longitud: 4,423 km Vueltas: 25 Distancia de carrera: 110,575 km Ganador 2023: Francesco Bagnaia - Ducati Lenovo Team                                   | Pole Position                                                              | Marc Márquez (1.46.773)      | Vuelta rápida     | Francesco Bagnaia (1.37.449)     |                   |
| 4     | 26, 27 y 28 de abril               | Gran Premio de España Circuito de Jerez-Ángel Nieto Longitud: 4,423 km Vueltas: 25 Distancia de carrera: 110,575 km Ganador 2023: Francesco Bagnaia - Ducati Lenovo Team                                   | Resultados completos: Entrenamientos \| Clasificación \| Sprint \| Carrera |                              |                   |                                  |                   |
| 5     | 10, 11 y 12 de mayo                | Gran Premio de Francia Circuito de Bugatti Longitud: 4,185 km Vueltas: 27 Distancia de carrera: 112,995 km Ganador 2023: Marco Bezzecchi - Mooney VR46 Racing Team                                         |                                                                            | FP1                          | Jorge Martín      | Sprint Race                      | Jorge Martín      |
| 5     | 10, 11 y 12 de mayo                | Gran Premio de Francia Circuito de Bugatti Longitud: 4,185 km Vueltas: 27 Distancia de carrera: 112,995 km Ganador 2023: Marco Bezzecchi - Mooney VR46 Racing Team                                         | PR                                                                         | Jorge Martín                 | Warm Up           | Pedro Acosta                     |                   |
| 5     | 10, 11 y 12 de mayo                | Gran Premio de Francia Circuito de Bugatti Longitud: 4,185 km Vueltas: 27 Distancia de carrera: 112,995 km Ganador 2023: Marco Bezzecchi - Mooney VR46 Racing Team                                         | FP2                                                                        | Maverick Viñales             | Ganador           | Jorge Martín                     |                   |
| 5     | 10, 11 y 12 de mayo                | Gran Premio de Francia Circuito de Bugatti Longitud: 4,185 km Vueltas: 27 Distancia de carrera: 112,995 km Ganador 2023: Marco Bezzecchi - Mooney VR46 Racing Team                                         | Q1                                                                         | Enea Bastianini              | 2.o puesto        | Marc Márquez                     |                   |
| 5     | 10, 11 y 12 de mayo                | Gran Premio de Francia Circuito de Bugatti Longitud: 4,185 km Vueltas: 27 Distancia de carrera: 112,995 km Ganador 2023: Marco Bezzecchi - Mooney VR46 Racing Team                                         | Q1                                                                         | Miguel Oliveira              | 3.er puesto       | Francesco Bagnaia                |                   |
| 5     | 10, 11 y 12 de mayo                | Gran Premio de Francia Circuito de Bugatti Longitud: 4,185 km Vueltas: 27 Distancia de carrera: 112,995 km Ganador 2023: Marco Bezzecchi - Mooney VR46 Racing Team                                         | Pole Position                                                              | Jorge Martín (1.29.919)      | Vuelta rápida     | Enea Bastianini (1.31.107)       |                   |
| 5     | 10, 11 y 12 de mayo                | Gran Premio de Francia Circuito de Bugatti Longitud: 4,185 km Vueltas: 27 Distancia de carrera: 112,995 km Ganador 2023: Marco Bezzecchi - Mooney VR46 Racing Team                                         | Resultados completos: Entrenamientos \| Clasificación \| Sprint \| Carrera |                              |                   |                                  |                   |
| 6     | 24, 25 y 26 de mayo                | Gran Premio de Cataluña Circuito de Barcelona-Cataluña Longitud: 4,657 km Vueltas: 24 Distancia de carrera: 111,768 km Ganador 2023: Aleix Espargaró - Aprilia Racing                                      |                                                                            | FP1                          | Jorge Martín      | Sprint Race                      | Aleix Espargaró   |
| 6     | 24, 25 y 26 de mayo                | Gran Premio de Cataluña Circuito de Barcelona-Cataluña Longitud: 4,657 km Vueltas: 24 Distancia de carrera: 111,768 km Ganador 2023: Aleix Espargaró - Aprilia Racing                                      | PR                                                                         | Aleix Espargaró              | Warm Up           | Enea Bastianini                  |                   |
| 6     | 24, 25 y 26 de mayo                | Gran Premio de Cataluña Circuito de Barcelona-Cataluña Longitud: 4,657 km Vueltas: 24 Distancia de carrera: 111,768 km Ganador 2023: Aleix Espargaró - Aprilia Racing                                      | FP2                                                                        | Aleix Espargaró              | Ganador           | Francesco Bagnaia                |                   |
| 6     | 24, 25 y 26 de mayo                | Gran Premio de Cataluña Circuito de Barcelona-Cataluña Longitud: 4,657 km Vueltas: 24 Distancia de carrera: 111,768 km Ganador 2023: Aleix Espargaró - Aprilia Racing                                      | Q1                                                                         | Fabio Di Giannantonio        | 2.o puesto        | Jorge Martín                     |                   |
| 6     | 24, 25 y 26 de mayo                | Gran Premio de Cataluña Circuito de Barcelona-Cataluña Longitud: 4,657 km Vueltas: 24 Distancia de carrera: 111,768 km Ganador 2023: Aleix Espargaró - Aprilia Racing                                      | Q1                                                                         | Raúl Fernández               | 3.er puesto       | Marc Márquez                     |                   |
| 6     | 24, 25 y 26 de mayo                | Gran Premio de Cataluña Circuito de Barcelona-Cataluña Longitud: 4,657 km Vueltas: 24 Distancia de carrera: 111,768 km Ganador 2023: Aleix Espargaró - Aprilia Racing                                      | Pole Position                                                              | Aleix Espargaró (1.38.190)   | Vuelta rápida     | Pedro Acosta (1.39.664)          |                   |
| 6     | 24, 25 y 26 de mayo                | Gran Premio de Cataluña Circuito de Barcelona-Cataluña Longitud: 4,657 km Vueltas: 24 Distancia de carrera: 111,768 km Ganador 2023: Aleix Espargaró - Aprilia Racing                                      | Resultados completos: Entrenamientos \| Clasificación \| Sprint \| Carrera |                              |                   |                                  |                   |
| 7     | 31 de mayo, 1 y 2 de junio         | Gran Premio de Italia Autódromo Internacional del Mugello Longitud: 5,245 km Vueltas: 23 Distancia de carrera: 120,635 km Ganador 2023: Francesco Bagnaia - Ducati Lenovo Team                             |                                                                            | FP1                          | Maverick Viñales  | Sprint Race                      | Francesco Bagnaia |
| 7     | 31 de mayo, 1 y 2 de junio         | Gran Premio de Italia Autódromo Internacional del Mugello Longitud: 5,245 km Vueltas: 23 Distancia de carrera: 120,635 km Ganador 2023: Francesco Bagnaia - Ducati Lenovo Team                             | PR                                                                         | Francesco Bagnaia            | Warm Up           | Pedro Acosta                     |                   |
| 7     | 31 de mayo, 1 y 2 de junio         | Gran Premio de Italia Autódromo Internacional del Mugello Longitud: 5,245 km Vueltas: 23 Distancia de carrera: 120,635 km Ganador 2023: Francesco Bagnaia - Ducati Lenovo Team                             | FP2                                                                        | Francesco Bagnaia            | Ganador           | Francesco Bagnaia                |                   |
| 7     | 31 de mayo, 1 y 2 de junio         | Gran Premio de Italia Autódromo Internacional del Mugello Longitud: 5,245 km Vueltas: 23 Distancia de carrera: 120,635 km Ganador 2023: Francesco Bagnaia - Ducati Lenovo Team                             | Q1                                                                         | Franco Morbidelli            | 2.o puesto        | Enea Bastianini                  |                   |
| 7     | 31 de mayo, 1 y 2 de junio         | Gran Premio de Italia Autódromo Internacional del Mugello Longitud: 5,245 km Vueltas: 23 Distancia de carrera: 120,635 km Ganador 2023: Francesco Bagnaia - Ducati Lenovo Team                             | Q1                                                                         | Raúl Fernández               | 3.er puesto       | Jorge Martín                     |                   |
| 7     | 31 de mayo, 1 y 2 de junio         | Gran Premio de Italia Autódromo Internacional del Mugello Longitud: 5,245 km Vueltas: 23 Distancia de carrera: 120,635 km Ganador 2023: Francesco Bagnaia - Ducati Lenovo Team                             | Pole Position                                                              | Jorge Martín (1.44.504)      | Vuelta rápida     | Francesco Bagnaia (1.45.770)     |                   |
| 7     | 31 de mayo, 1 y 2 de junio         | Gran Premio de Italia Autódromo Internacional del Mugello Longitud: 5,245 km Vueltas: 23 Distancia de carrera: 120,635 km Ganador 2023: Francesco Bagnaia - Ducati Lenovo Team                             | Resultados completos: Entrenamientos \| Clasificación \| Sprint \| Carrera |                              |                   |                                  |                   |
| 8     | 28, 29 y 30 de junio               | TT Assen Circuito de Assen Longitud: 4,542 km Vueltas: 26 Distancia de carrera: 118,092 km Ganador 2023: Francesco Bagnaia - Ducati Lenovo Team                                                            |                                                                            | FP1                          | Francesco Bagnaia | Sprint Race                      | Francesco Bagnaia |
| 8     | 28, 29 y 30 de junio               | TT Assen Circuito de Assen Longitud: 4,542 km Vueltas: 26 Distancia de carrera: 118,092 km Ganador 2023: Francesco Bagnaia - Ducati Lenovo Team                                                            | PR                                                                         | Francesco Bagnaia            | Warm Up           | Fabio Di Giannantonio            |                   |
| 8     | 28, 29 y 30 de junio               | TT Assen Circuito de Assen Longitud: 4,542 km Vueltas: 26 Distancia de carrera: 118,092 km Ganador 2023: Francesco Bagnaia - Ducati Lenovo Team                                                            | FP2                                                                        | Francesco Bagnaia            | Ganador           | Francesco Bagnaia                |                   |
| 8     | 28, 29 y 30 de junio               | TT Assen Circuito de Assen Longitud: 4,542 km Vueltas: 26 Distancia de carrera: 118,092 km Ganador 2023: Francesco Bagnaia - Ducati Lenovo Team                                                            | Q1                                                                         | Pedro Acosta                 | 2.o puesto        | Jorge Martín                     |                   |
| 8     | 28, 29 y 30 de junio               | TT Assen Circuito de Assen Longitud: 4,542 km Vueltas: 26 Distancia de carrera: 118,092 km Ganador 2023: Francesco Bagnaia - Ducati Lenovo Team                                                            | Q1                                                                         | Fabio Di Giannantonio        | 3.er puesto       | Enea Bastianini                  |                   |
| 8     | 28, 29 y 30 de junio               | TT Assen Circuito de Assen Longitud: 4,542 km Vueltas: 26 Distancia de carrera: 118,092 km Ganador 2023: Francesco Bagnaia - Ducati Lenovo Team                                                            | Pole Position                                                              | Francesco Bagnaia (1.30.540) | Vuelta rápida     | Francesco Bagnaia (1.31.866)     |                   |
| 8     | 28, 29 y 30 de junio               | TT Assen Circuito de Assen Longitud: 4,542 km Vueltas: 26 Distancia de carrera: 118,092 km Ganador 2023: Francesco Bagnaia - Ducati Lenovo Team                                                            | Resultados completos: Entrenamientos \| Clasificación \| Sprint \| Carrera |                              |                   |                                  |                   |
| 9     | 5, 6 y 7 de julio                  | Gran Premio de Alemania Sachsenring Longitud: 3,671 km Vueltas: 30 Distancia de carrera: 110,13 km Ganador 2023: Jorge Martín - Prima Pramac Racing                                                        |                                                                            | FP1                          | Jorge Martín      | Sprint Race                      | Jorge Martín      |
| 9     | 5, 6 y 7 de julio                  | Gran Premio de Alemania Sachsenring Longitud: 3,671 km Vueltas: 30 Distancia de carrera: 110,13 km Ganador 2023: Jorge Martín - Prima Pramac Racing                                                        | PR                                                                         | Maverick Viñales             | Warm Up           | Francesco Bagnaia                |                   |
| 9     | 5, 6 y 7 de julio                  | Gran Premio de Alemania Sachsenring Longitud: 3,671 km Vueltas: 30 Distancia de carrera: 110,13 km Ganador 2023: Jorge Martín - Prima Pramac Racing                                                        | FP2                                                                        | Miguel Oliveira              | Ganador           | Francesco Bagnaia                |                   |
| 9     | 5, 6 y 7 de julio                  | Gran Premio de Alemania Sachsenring Longitud: 3,671 km Vueltas: 30 Distancia de carrera: 110,13 km Ganador 2023: Jorge Martín - Prima Pramac Racing                                                        | Q1                                                                         | Raúl Fernández               | 2.o puesto        | Marc Márquez                     |                   |
| 9     | 5, 6 y 7 de julio                  | Gran Premio de Alemania Sachsenring Longitud: 3,671 km Vueltas: 30 Distancia de carrera: 110,13 km Ganador 2023: Jorge Martín - Prima Pramac Racing                                                        | Q1                                                                         | Marco Bezzecchi              | 3.er puesto       | Álex Márquez                     |                   |
| 9     | 5, 6 y 7 de julio                  | Gran Premio de Alemania Sachsenring Longitud: 3,671 km Vueltas: 30 Distancia de carrera: 110,13 km Ganador 2023: Jorge Martín - Prima Pramac Racing                                                        | Pole Position                                                              | Jorge Martín (1.19.423)      | Vuelta rápida     | Jorge Martín (1.20.667)          |                   |
| 9     | 5, 6 y 7 de julio                  | Gran Premio de Alemania Sachsenring Longitud: 3,671 km Vueltas: 30 Distancia de carrera: 110,13 km Ganador 2023: Jorge Martín - Prima Pramac Racing                                                        | Resultados completos: Entrenamientos \| Clasificación \| Sprint \| Carrera |                              |                   |                                  |                   |
| 10    | 2, 3 y 4 de agosto                 | Gran Premio de Gran Bretaña Silverstone Longitud: 5,900 km Vueltas: 20 Distancia de carrera: 118 km Ganador 2023: Aleix Espargaró - Aprilia Racing                                                         |                                                                            | FP1                          | Jorge Martín      | Sprint Race                      | Enea Bastianini   |
| 10    | 2, 3 y 4 de agosto                 | Gran Premio de Gran Bretaña Silverstone Longitud: 5,900 km Vueltas: 20 Distancia de carrera: 118 km Ganador 2023: Aleix Espargaró - Aprilia Racing                                                         | PR                                                                         | Jorge Martín                 | Warm Up           | Brad Binder                      |                   |
| 10    | 2, 3 y 4 de agosto                 | Gran Premio de Gran Bretaña Silverstone Longitud: 5,900 km Vueltas: 20 Distancia de carrera: 118 km Ganador 2023: Aleix Espargaró - Aprilia Racing                                                         | FP2                                                                        | Jorge Martín                 | Ganador           | Enea Bastianini                  |                   |
| 10    | 2, 3 y 4 de agosto                 | Gran Premio de Gran Bretaña Silverstone Longitud: 5,900 km Vueltas: 20 Distancia de carrera: 118 km Ganador 2023: Aleix Espargaró - Aprilia Racing                                                         | Q1                                                                         | Álex Márquez                 | 2.o puesto        | Jorge Martín                     |                   |
| 10    | 2, 3 y 4 de agosto                 | Gran Premio de Gran Bretaña Silverstone Longitud: 5,900 km Vueltas: 20 Distancia de carrera: 118 km Ganador 2023: Aleix Espargaró - Aprilia Racing                                                         | Q1                                                                         | Pedro Acosta                 | 3.er puesto       | Francesco Bagnaia                |                   |
| 10    | 2, 3 y 4 de agosto                 | Gran Premio de Gran Bretaña Silverstone Longitud: 5,900 km Vueltas: 20 Distancia de carrera: 118 km Ganador 2023: Aleix Espargaró - Aprilia Racing                                                         | Pole Position                                                              | Aleix Espargaró (1.57.309)   | Vuelta rápida     | Aleix Espargaró (1.58.895)       |                   |
| 10    | 2, 3 y 4 de agosto                 | Gran Premio de Gran Bretaña Silverstone Longitud: 5,900 km Vueltas: 20 Distancia de carrera: 118 km Ganador 2023: Aleix Espargaró - Aprilia Racing                                                         | Resultados completos: Entrenamientos \| Clasificación \| Sprint \| Carrera |                              |                   |                                  |                   |
| 11    | 16, 17 y 18 de agosto              | Gran Premio de Austria Red Bull Ring Longitud: 4,318 km Vueltas: 28 Distancia de carrera: 120,904 km Ganador 2023: Francesco Bagnaia - Ducati Lenovo Team                                                  |                                                                            | FP1                          | Jorge Martín      | Sprint Race                      | Francesco Bagnaia |
| 11    | 16, 17 y 18 de agosto              | Gran Premio de Austria Red Bull Ring Longitud: 4,318 km Vueltas: 28 Distancia de carrera: 120,904 km Ganador 2023: Francesco Bagnaia - Ducati Lenovo Team                                                  | PR                                                                         | Francesco Bagnaia            | Warm Up           | Marc Márquez                     |                   |
| 11    | 16, 17 y 18 de agosto              | Gran Premio de Austria Red Bull Ring Longitud: 4,318 km Vueltas: 28 Distancia de carrera: 120,904 km Ganador 2023: Francesco Bagnaia - Ducati Lenovo Team                                                  | FP2                                                                        | Francesco Bagnaia            | Ganador           | Francesco Bagnaia                |                   |
| 11    | 16, 17 y 18 de agosto              | Gran Premio de Austria Red Bull Ring Longitud: 4,318 km Vueltas: 28 Distancia de carrera: 120,904 km Ganador 2023: Francesco Bagnaia - Ducati Lenovo Team                                                  | Q1                                                                         | Jack Miller                  | 2.o puesto        | Jorge Martín                     |                   |
| 11    | 16, 17 y 18 de agosto              | Gran Premio de Austria Red Bull Ring Longitud: 4,318 km Vueltas: 28 Distancia de carrera: 120,904 km Ganador 2023: Francesco Bagnaia - Ducati Lenovo Team                                                  | Q1                                                                         | Pol Espargaró                | 3.er puesto       | Enea Bastianini                  |                   |
| 11    | 16, 17 y 18 de agosto              | Gran Premio de Austria Red Bull Ring Longitud: 4,318 km Vueltas: 28 Distancia de carrera: 120,904 km Ganador 2023: Francesco Bagnaia - Ducati Lenovo Team                                                  | Pole Position                                                              | Jorge Martín (1:27.748)      | Vuelta rápida     | Francesco Bagnaia (1.29.519)     |                   |
| 11    | 16, 17 y 18 de agosto              | Gran Premio de Austria Red Bull Ring Longitud: 4,318 km Vueltas: 28 Distancia de carrera: 120,904 km Ganador 2023: Francesco Bagnaia - Ducati Lenovo Team                                                  | Resultados completos: Entrenamientos \| Clasificación \| Sprint \| Carrera |                              |                   |                                  |                   |
| 12    | 30, 31 de agosto y 1 de septiembre | Gran Premio de Aragón MotorLand Aragón Longitud: 5,077 km Vueltas: 23 Distancia de carrera: 116,771 km Ganador 2022: Enea Bastianini - Gresini Racing MotoGP                                               |                                                                            | FP1                          | Marc Márquez      | Sprint Race                      | Marc Márquez      |
| 12    | 30, 31 de agosto y 1 de septiembre | Gran Premio de Aragón MotorLand Aragón Longitud: 5,077 km Vueltas: 23 Distancia de carrera: 116,771 km Ganador 2022: Enea Bastianini - Gresini Racing MotoGP                                               | PR                                                                         | Marc Márquez                 | Warm Up           | Jorge Martín                     |                   |
| 12    | 30, 31 de agosto y 1 de septiembre | Gran Premio de Aragón MotorLand Aragón Longitud: 5,077 km Vueltas: 23 Distancia de carrera: 116,771 km Ganador 2022: Enea Bastianini - Gresini Racing MotoGP                                               | FP2                                                                        | Marc Márquez                 | Ganador           | Marc Márquez                     |                   |
| 12    | 30, 31 de agosto y 1 de septiembre | Gran Premio de Aragón MotorLand Aragón Longitud: 5,077 km Vueltas: 23 Distancia de carrera: 116,771 km Ganador 2022: Enea Bastianini - Gresini Racing MotoGP                                               | Q1                                                                         | Brad Binder                  | 2.o puesto        | Jorge Martín                     |                   |
| 12    | 30, 31 de agosto y 1 de septiembre | Gran Premio de Aragón MotorLand Aragón Longitud: 5,077 km Vueltas: 23 Distancia de carrera: 116,771 km Ganador 2022: Enea Bastianini - Gresini Racing MotoGP                                               | Q1                                                                         | Pedro Acosta                 | 3.er puesto       | Pedro Acosta                     |                   |
| 12    | 30, 31 de agosto y 1 de septiembre | Gran Premio de Aragón MotorLand Aragón Longitud: 5,077 km Vueltas: 23 Distancia de carrera: 116,771 km Ganador 2022: Enea Bastianini - Gresini Racing MotoGP                                               | Pole Position                                                              | Marc Márquez (1.46.766)      | Vuelta rápida     | Marc Márquez (1.48.186)          |                   |
| 12    | 30, 31 de agosto y 1 de septiembre | Gran Premio de Aragón MotorLand Aragón Longitud: 5,077 km Vueltas: 23 Distancia de carrera: 116,771 km Ganador 2022: Enea Bastianini - Gresini Racing MotoGP                                               | Resultados completos: Entrenamientos \| Clasificación \| Sprint \| Carrera |                              |                   |                                  |                   |
| 13    | 6, 7 y 8 de septiembre             | Gran Premio de San Marino y de la Riviera de Rimini Misano World Circuit Marco Simoncelli Longitud: 4,226 km Vueltas: 27 Distancia de carrera: 114,102 km Ganador 2023: Jorge Martín - Prima Pramac Racing |                                                                            | FP1                          | Jorge Martín      | Sprint Race                      | Jorge Martín      |
| 13    | 6, 7 y 8 de septiembre             | Gran Premio de San Marino y de la Riviera de Rimini Misano World Circuit Marco Simoncelli Longitud: 4,226 km Vueltas: 27 Distancia de carrera: 114,102 km Ganador 2023: Jorge Martín - Prima Pramac Racing | PR                                                                         | Francesco Bagnaia            | Warm Up           | Franco Morbidelli                |                   |
| 13    | 6, 7 y 8 de septiembre             | Gran Premio de San Marino y de la Riviera de Rimini Misano World Circuit Marco Simoncelli Longitud: 4,226 km Vueltas: 27 Distancia de carrera: 114,102 km Ganador 2023: Jorge Martín - Prima Pramac Racing | FP2                                                                        | Marco Bezzecchi              | Ganador           | Marc Márquez                     |                   |
| 13    | 6, 7 y 8 de septiembre             | Gran Premio de San Marino y de la Riviera de Rimini Misano World Circuit Marco Simoncelli Longitud: 4,226 km Vueltas: 27 Distancia de carrera: 114,102 km Ganador 2023: Jorge Martín - Prima Pramac Racing | Q1                                                                         | Álex Márquez                 | 2.o puesto        | Francesco Bagnaia                |                   |
| 13    | 6, 7 y 8 de septiembre             | Gran Premio de San Marino y de la Riviera de Rimini Misano World Circuit Marco Simoncelli Longitud: 4,226 km Vueltas: 27 Distancia de carrera: 114,102 km Ganador 2023: Jorge Martín - Prima Pramac Racing | Q1                                                                         | Brad Binder                  | 3.er puesto       | Enea Bastianini                  |                   |
| 13    | 6, 7 y 8 de septiembre             | Gran Premio de San Marino y de la Riviera de Rimini Misano World Circuit Marco Simoncelli Longitud: 4,226 km Vueltas: 27 Distancia de carrera: 114,102 km Ganador 2023: Jorge Martín - Prima Pramac Racing | Pole Position                                                              | Francesco Bagnaia (1.30.304) | Vuelta rápida     | Marc Márquez (1.31.564)          |                   |
| 13    | 6, 7 y 8 de septiembre             | Gran Premio de San Marino y de la Riviera de Rimini Misano World Circuit Marco Simoncelli Longitud: 4,226 km Vueltas: 27 Distancia de carrera: 114,102 km Ganador 2023: Jorge Martín - Prima Pramac Racing | Resultados completos: Entrenamientos \| Clasificación \| Sprint \| Carrera |                              |                   |                                  |                   |
| 14    | 20, 21 y 22 de septiembre          | Gran Premio de Emilia-Romaña Misano World Circuit Marco Simoncelli Longitud: 4,226 km Vueltas: 27 Distancia de carrera: 114,102 km Ganador 2021: Marc Márquez - Repsol Honda Team                          |                                                                            | FP1                          | Marc Márquez      | Sprint Race                      | Francesco Bagnaia |
| 14    | 20, 21 y 22 de septiembre          | Gran Premio de Emilia-Romaña Misano World Circuit Marco Simoncelli Longitud: 4,226 km Vueltas: 27 Distancia de carrera: 114,102 km Ganador 2021: Marc Márquez - Repsol Honda Team                          | PR                                                                         | Francesco Bagnaia            | Warm Up           | Enea Bastianini                  |                   |
| 14    | 20, 21 y 22 de septiembre          | Gran Premio de Emilia-Romaña Misano World Circuit Marco Simoncelli Longitud: 4,226 km Vueltas: 27 Distancia de carrera: 114,102 km Ganador 2021: Marc Márquez - Repsol Honda Team                          | FP2                                                                        | Pedro Acosta                 | Ganador           | Enea Bastianini                  |                   |
| 14    | 20, 21 y 22 de septiembre          | Gran Premio de Emilia-Romaña Misano World Circuit Marco Simoncelli Longitud: 4,226 km Vueltas: 27 Distancia de carrera: 114,102 km Ganador 2021: Marc Márquez - Repsol Honda Team                          | Q1                                                                         | Brad Binder                  | 2.o puesto        | Jorge Martín                     |                   |
| 14    | 20, 21 y 22 de septiembre          | Gran Premio de Emilia-Romaña Misano World Circuit Marco Simoncelli Longitud: 4,226 km Vueltas: 27 Distancia de carrera: 114,102 km Ganador 2021: Marc Márquez - Repsol Honda Team                          | Q1                                                                         | Miguel Oliveira              | 3.er puesto       | Marc Márquez                     |                   |
| 14    | 20, 21 y 22 de septiembre          | Gran Premio de Emilia-Romaña Misano World Circuit Marco Simoncelli Longitud: 4,226 km Vueltas: 27 Distancia de carrera: 114,102 km Ganador 2021: Marc Márquez - Repsol Honda Team                          | Pole Position                                                              | Francesco Bagnaia (1.30.031) | Vuelta rápida     | Francesco Bagnaia (1.30.877)     |                   |
| 14    | 20, 21 y 22 de septiembre          | Gran Premio de Emilia-Romaña Misano World Circuit Marco Simoncelli Longitud: 4,226 km Vueltas: 27 Distancia de carrera: 114,102 km Ganador 2021: Marc Márquez - Repsol Honda Team                          | Resultados completos: Entrenamientos \| Clasificación \| Sprint \| Carrera |                              |                   |                                  |                   |
| 15    | 27, 28 y 29 de septiembre          | Gran Premio de Indonesia Circuito Urbano Internacional Pertamina Mandalika Longitud: 4,301 km Vueltas: 27 Distancia de carrera: 116,40 km Ganador 2023: Francesco Bagnaia - Ducati Lenovo Team             |                                                                            | FP1                          | Franco Morbidelli | Sprint Race                      | Francesco Bagnaia |
| 15    | 27, 28 y 29 de septiembre          | Gran Premio de Indonesia Circuito Urbano Internacional Pertamina Mandalika Longitud: 4,301 km Vueltas: 27 Distancia de carrera: 116,40 km Ganador 2023: Francesco Bagnaia - Ducati Lenovo Team             | PR                                                                         | Enea Bastianini              | Warm Up           | Jorge Martín                     |                   |
| 15    | 27, 28 y 29 de septiembre          | Gran Premio de Indonesia Circuito Urbano Internacional Pertamina Mandalika Longitud: 4,301 km Vueltas: 27 Distancia de carrera: 116,40 km Ganador 2023: Francesco Bagnaia - Ducati Lenovo Team             | FP2                                                                        | Franco Morbidelli            | Ganador           | Jorge Martín                     |                   |
| 15    | 27, 28 y 29 de septiembre          | Gran Premio de Indonesia Circuito Urbano Internacional Pertamina Mandalika Longitud: 4,301 km Vueltas: 27 Distancia de carrera: 116,40 km Ganador 2023: Francesco Bagnaia - Ducati Lenovo Team             | Q1                                                                         | Johann Zarco                 | 2.o puesto        | Pedro Acosta                     |                   |
| 15    | 27, 28 y 29 de septiembre          | Gran Premio de Indonesia Circuito Urbano Internacional Pertamina Mandalika Longitud: 4,301 km Vueltas: 27 Distancia de carrera: 116,40 km Ganador 2023: Francesco Bagnaia - Ducati Lenovo Team             | Q1                                                                         | Raúl Fernández               | 3.er puesto       | Francesco Bagnaia                |                   |
| 15    | 27, 28 y 29 de septiembre          | Gran Premio de Indonesia Circuito Urbano Internacional Pertamina Mandalika Longitud: 4,301 km Vueltas: 27 Distancia de carrera: 116,40 km Ganador 2023: Francesco Bagnaia - Ducati Lenovo Team             | Pole Position                                                              | Jorge Martín (1:29.088)      | Vuelta rápida     | Enea Bastianini (1.30.539)       |                   |
| 15    | 27, 28 y 29 de septiembre          | Gran Premio de Indonesia Circuito Urbano Internacional Pertamina Mandalika Longitud: 4,301 km Vueltas: 27 Distancia de carrera: 116,40 km Ganador 2023: Francesco Bagnaia - Ducati Lenovo Team             | Resultados completos: Entrenamientos \| Clasificación \| Sprint \| Carrera |                              |                   |                                  |                   |
| 16    | 4, 5 y 6 de octubre                | Gran Premio de Japón Twin Ring Motegi Longitud: 4,801 km Vueltas: 24 Distancia de carrera: 115,224 km Ganador 2023: Jorge Martín - Prima Pramac Racing                                                     |                                                                            | FP1                          | Francesco Bagnaia | Sprint Race                      | Francesco Bagnaia |
| 16    | 4, 5 y 6 de octubre                | Gran Premio de Japón Twin Ring Motegi Longitud: 4,801 km Vueltas: 24 Distancia de carrera: 115,224 km Ganador 2023: Jorge Martín - Prima Pramac Racing                                                     | PR                                                                         | Brad Binder                  | Warm Up           | Francesco Bagnaia                |                   |
| 16    | 4, 5 y 6 de octubre                | Gran Premio de Japón Twin Ring Motegi Longitud: 4,801 km Vueltas: 24 Distancia de carrera: 115,224 km Ganador 2023: Jorge Martín - Prima Pramac Racing                                                     | FP2                                                                        | Francesco Bagnaia            | Ganador           | Francesco Bagnaia                |                   |
| 16    | 4, 5 y 6 de octubre                | Gran Premio de Japón Twin Ring Motegi Longitud: 4,801 km Vueltas: 24 Distancia de carrera: 115,224 km Ganador 2023: Jorge Martín - Prima Pramac Racing                                                     | Q1                                                                         | Franco Morbidelli            | 2.o puesto        | Jorge Martín                     |                   |
| 16    | 4, 5 y 6 de octubre                | Gran Premio de Japón Twin Ring Motegi Longitud: 4,801 km Vueltas: 24 Distancia de carrera: 115,224 km Ganador 2023: Jorge Martín - Prima Pramac Racing                                                     | Q1                                                                         | Fabio Quartararo             | 3.er puesto       | Marc Márquez                     |                   |
| 16    | 4, 5 y 6 de octubre                | Gran Premio de Japón Twin Ring Motegi Longitud: 4,801 km Vueltas: 24 Distancia de carrera: 115,224 km Ganador 2023: Jorge Martín - Prima Pramac Racing                                                     | Pole Position                                                              | Pedro Acosta (1:43.018)      | Vuelta rápida     | Jorge Martín (1.44.461)          |                   |
| 16    | 4, 5 y 6 de octubre                | Gran Premio de Japón Twin Ring Motegi Longitud: 4,801 km Vueltas: 24 Distancia de carrera: 115,224 km Ganador 2023: Jorge Martín - Prima Pramac Racing                                                     | Resultados completos: Entrenamientos \| Clasificación \| Sprint \| Carrera |                              |                   |                                  |                   |
| 17    | 18, 19 y 20 de octubre             | Gran Premio de Australia Phillip Island Longitud: 4,448 km Vueltas: 27 Distancia de carrera: 120,096 km Ganador 2023: Johann Zarco - Prima Pramac Racing                                                   |                                                                            | FP1                          | Cancelado         | Sprint Race                      | Jorge Martín      |
| 17    | 18, 19 y 20 de octubre             | Gran Premio de Australia Phillip Island Longitud: 4,448 km Vueltas: 27 Distancia de carrera: 120,096 km Ganador 2023: Johann Zarco - Prima Pramac Racing                                                   | PR                                                                         | Marc Márquez                 | Warm Up           | Marc Márquez                     |                   |
| 17    | 18, 19 y 20 de octubre             | Gran Premio de Australia Phillip Island Longitud: 4,448 km Vueltas: 27 Distancia de carrera: 120,096 km Ganador 2023: Johann Zarco - Prima Pramac Racing                                                   | FP2                                                                        | Marc Márquez                 | Ganador           | Marc Márquez                     |                   |
| 17    | 18, 19 y 20 de octubre             | Gran Premio de Australia Phillip Island Longitud: 4,448 km Vueltas: 27 Distancia de carrera: 120,096 km Ganador 2023: Johann Zarco - Prima Pramac Racing                                                   | Q1                                                                         | Raúl Fernández               | 2.o puesto        | Jorge Martín                     |                   |
| 17    | 18, 19 y 20 de octubre             | Gran Premio de Australia Phillip Island Longitud: 4,448 km Vueltas: 27 Distancia de carrera: 120,096 km Ganador 2023: Johann Zarco - Prima Pramac Racing                                                   | Q1                                                                         | Enea Bastianini              | 3.er puesto       | Francesco Bagnaia                |                   |
| 17    | 18, 19 y 20 de octubre             | Gran Premio de Australia Phillip Island Longitud: 4,448 km Vueltas: 27 Distancia de carrera: 120,096 km Ganador 2023: Johann Zarco - Prima Pramac Racing                                                   | Pole Position                                                              | Jorge Martín (1:27.296)      | Vuelta rápida     | Marc Márquez (1:27.765)          |                   |
| 17    | 18, 19 y 20 de octubre             | Gran Premio de Australia Phillip Island Longitud: 4,448 km Vueltas: 27 Distancia de carrera: 120,096 km Ganador 2023: Johann Zarco - Prima Pramac Racing                                                   | Resultados completos: Entrenamientos \| Clasificación \| Sprint \| Carrera |                              |                   |                                  |                   |
| 18    | 25, 26 y 27 de octubre             | Gran Premio de Tailandia Circuito Internacional de Chang Longitud: 4,554 km Vueltas: 26 Distancia de carrera: 118,404 km Ganador 2023: Jorge Martín - Prima Pramac Racing                                  |                                                                            | FP1                          | Marco Bezzecchi   | Sprint Race                      | Enea Bastianini   |
| 18    | 25, 26 y 27 de octubre             | Gran Premio de Tailandia Circuito Internacional de Chang Longitud: 4,554 km Vueltas: 26 Distancia de carrera: 118,404 km Ganador 2023: Jorge Martín - Prima Pramac Racing                                  | PR                                                                         | Marc Márquez                 | Warm Up           | Marc Márquez                     |                   |
| 18    | 25, 26 y 27 de octubre             | Gran Premio de Tailandia Circuito Internacional de Chang Longitud: 4,554 km Vueltas: 26 Distancia de carrera: 118,404 km Ganador 2023: Jorge Martín - Prima Pramac Racing                                  | FP2                                                                        | Marc Márquez                 | Ganador           | Francesco Bagnaia                |                   |
| 18    | 25, 26 y 27 de octubre             | Gran Premio de Tailandia Circuito Internacional de Chang Longitud: 4,554 km Vueltas: 26 Distancia de carrera: 118,404 km Ganador 2023: Jorge Martín - Prima Pramac Racing                                  | Q1                                                                         | Fabio Quartararo             | 2.o puesto        | Jorge Martín                     |                   |
| 18    | 25, 26 y 27 de octubre             | Gran Premio de Tailandia Circuito Internacional de Chang Longitud: 4,554 km Vueltas: 26 Distancia de carrera: 118,404 km Ganador 2023: Jorge Martín - Prima Pramac Racing                                  | Q1                                                                         | Fabio Di Giannantonio        | 3.er puesto       | Pedro Acosta                     |                   |
| 18    | 25, 26 y 27 de octubre             | Gran Premio de Tailandia Circuito Internacional de Chang Longitud: 4,554 km Vueltas: 26 Distancia de carrera: 118,404 km Ganador 2023: Jorge Martín - Prima Pramac Racing                                  | Pole Position                                                              | Francesco Bagnaia (1.28.700) | Vuelta rápida     | Fabio Di Giannantonio (1.39.576) |                   |
| 18    | 25, 26 y 27 de octubre             | Gran Premio de Tailandia Circuito Internacional de Chang Longitud: 4,554 km Vueltas: 26 Distancia de carrera: 118,404 km Ganador 2023: Jorge Martín - Prima Pramac Racing                                  | Resultados completos: Entrenamientos \| Clasificación \| Sprint \| Carrera |                              |                   |                                  |                   |
| 19    | 1, 2 y 3 de noviembre              | Gran Premio de Malasia Circuito Internacional de Sepang Longitud: 5,543 km Vueltas: 20 Distancia de carrera: 110,86 km Ganador 2023: Enea Bastianini - Ducati Lenovo Team                                  |                                                                            | FP1                          | Francesco Bagnaia | Sprint Race                      | Jorge Martín      |
| 19    | 1, 2 y 3 de noviembre              | Gran Premio de Malasia Circuito Internacional de Sepang Longitud: 5,543 km Vueltas: 20 Distancia de carrera: 110,86 km Ganador 2023: Enea Bastianini - Ducati Lenovo Team                                  | PR                                                                         | Francesco Bagnaia            | Warm Up           | Marc Márquez                     |                   |
| 19    | 1, 2 y 3 de noviembre              | Gran Premio de Malasia Circuito Internacional de Sepang Longitud: 5,543 km Vueltas: 20 Distancia de carrera: 110,86 km Ganador 2023: Enea Bastianini - Ducati Lenovo Team                                  | FP2                                                                        | Francesco Bagnaia            | Ganador           | Francesco Bagnaia                |                   |
| 19    | 1, 2 y 3 de noviembre              | Gran Premio de Malasia Circuito Internacional de Sepang Longitud: 5,543 km Vueltas: 20 Distancia de carrera: 110,86 km Ganador 2023: Enea Bastianini - Ducati Lenovo Team                                  | Q1                                                                         | Johann Zarco                 | 2.o puesto        | Jorge Martín                     |                   |
| 19    | 1, 2 y 3 de noviembre              | Gran Premio de Malasia Circuito Internacional de Sepang Longitud: 5,543 km Vueltas: 20 Distancia de carrera: 110,86 km Ganador 2023: Enea Bastianini - Ducati Lenovo Team                                  | Q1                                                                         | Brad Binder                  | 3.er puesto       | Enea Bastianini                  |                   |
| 19    | 1, 2 y 3 de noviembre              | Gran Premio de Malasia Circuito Internacional de Sepang Longitud: 5,543 km Vueltas: 20 Distancia de carrera: 110,86 km Ganador 2023: Enea Bastianini - Ducati Lenovo Team                                  | Pole Position                                                              | Francesco Bagnaia (1.56.337) | Vuelta rápida     | Francesco Bagnaia (1.59.118)     |                   |
| 19    | 1, 2 y 3 de noviembre              | Gran Premio de Malasia Circuito Internacional de Sepang Longitud: 5,543 km Vueltas: 20 Distancia de carrera: 110,86 km Ganador 2023: Enea Bastianini - Ducati Lenovo Team                                  | Resultados completos: Entrenamientos \| Clasificación \| Sprint \| Carrera |                              |                   |                                  |                   |
| 20    | 15, 16 y 17 de noviembre           | Gran Premio Solidario de Barcelona Circuito de Barcelona-Cataluña Longitud: 4,657 km Vueltas: 24 Distancia de carrera: 111,768 km                                                                          |                                                                            | FP1                          | Takaaki Nakagami  | Sprint Race                      | Francesco Bagnaia |
| 20    | 15, 16 y 17 de noviembre           | Gran Premio Solidario de Barcelona Circuito de Barcelona-Cataluña Longitud: 4,657 km Vueltas: 24 Distancia de carrera: 111,768 km                                                                          | PR                                                                         | Francesco Bagnaia            | Warm Up           | Raúl Fernández                   |                   |
| 20    | 15, 16 y 17 de noviembre           | Gran Premio Solidario de Barcelona Circuito de Barcelona-Cataluña Longitud: 4,657 km Vueltas: 24 Distancia de carrera: 111,768 km                                                                          | FP2                                                                        | Maverick Viñales             | Ganador           | Francesco Bagnaia                |                   |
| 20    | 15, 16 y 17 de noviembre           | Gran Premio Solidario de Barcelona Circuito de Barcelona-Cataluña Longitud: 4,657 km Vueltas: 24 Distancia de carrera: 111,768 km                                                                          | Q1                                                                         | Franco Morbidelli            | 2.o puesto        | Marc Márquez                     |                   |
| 20    | 15, 16 y 17 de noviembre           | Gran Premio Solidario de Barcelona Circuito de Barcelona-Cataluña Longitud: 4,657 km Vueltas: 24 Distancia de carrera: 111,768 km                                                                          | Q1                                                                         | Fabio Quartararo             | 3.er puesto       | Jorge Martín                     |                   |
| 20    | 15, 16 y 17 de noviembre           | Gran Premio Solidario de Barcelona Circuito de Barcelona-Cataluña Longitud: 4,657 km Vueltas: 24 Distancia de carrera: 111,768 km                                                                          | Pole Position                                                              | Francesco Bagnaia (1.38.641) | Vuelta rápida     | Marc Márquez (1.40.088)          |                   |
| 20    | 15, 16 y 17 de noviembre           | Gran Premio Solidario de Barcelona Circuito de Barcelona-Cataluña Longitud: 4,657 km Vueltas: 24 Distancia de carrera: 111,768 km                                                                          | Resultados completos: Entrenamientos \| Clasificación \| Sprint \| Carrera |                              |                   |                                  |                   |

## Clasificaciones
Sistema de puntuación
Sistema de puntuación desde 2023 en adelante:
| Posición       | 1.º | 2.º | 3.º | 4.º | 5.º | 6.º | 7.º | 8.º | 9.º | 10.º | 11.º | 12.º | 13.º | 14.º | 15.º |
| Puntos         | 25  | 20  | 16  | 13  | 11  | 10  | 9   | 8   | 7   | 6    | 5    | 4    | 3    | 2    | 1    |
| Carrera sprint | 12  | 9   | 7   | 6   | 5   | 4   | 3   | 2   | 1   |      |      |      |      |      |      |

### Campeonato de pilotos
| Pos. | Piloto                | Moto    | Equipo                            | QAT | QAT | POR | POR | AME | AME | SPA | SPA | FRA | FRA | CAT | CAT | ITA | ITA | NED | NED | GER | GER | GBR | GBR | AUT | AUT | ARA | ARA | RSM | RSM | EMI | EMI | INA | INA | JPN | JPN | AUS | AUS | THA | THA | MAL | MAL | BCN | BCN | Pts. |
| Pos. | Piloto                | Moto    | Equipo                            | S   | R   | S   | R   | S   | R   | S   | R   | S   | R   | S   | R   | S   | R   | S   | R   | S   | R   | S   | R   | S   | R   | S   | R   | S   | R   | S   | R   | S   | R   | S   | R   | S   | R   | S   | R   | S   | R   | S   | R   | Pts. |
| ---- | --------------------- | ------- | --------------------------------- | --- | --- | --- | --- | --- | --- | --- | --- | --- | --- | --- | --- | --- | --- | --- | --- | --- | --- | --- | --- | --- | --- | --- | --- | --- | --- | --- | --- | --- | --- | --- | --- | --- | --- | --- | --- | --- | --- | --- | --- | ---- |
| 1    | Jorge Martín          | Ducati  | Prima Pramac Racing               | 1   | 3   | 3   | 1   | 3   | 4   | 1   | Ret | 1   | 1   | 4   | 2   | Ret | 3   | 2   | 2   | 1   | Ret | 2   | 2   | 2   | 2   | 2   | 2   | 1   | 15  | 2   | 2   | 10  | 1   | 4   | 2   | 1   | 2   | 2   | 2   | 1   | 2   | 3   | 3   | 508  |
| 2    | Francesco Bagnaia     | Ducati  | Ducati Lenovo Team                | 4   | 1   | 4   | Ret | 8   | 5   | Ret | 1   | Ret | 3   | Ret | 1   | 1   | 1   | 1   | 1   | 3   | 1   | Ret | 3   | 1   | 1   | 9   | Ret | 2   | 2   | 1   | Ret | 1   | 3   | 1   | 1   | 4   | 3   | 3   | 1   | Ret | 1   | 1   | 1   | 498  |
| 3    | Marc Márquez          | Ducati  | Gresini Racing MotoGP             | 5   | 4   | 2   | 16  | 2   | Ret | 6   | 2   | 2   | 2   | 2   | 3   | 2   | 4   | Ret | 10  | 6   | 2   | Ret | 4   | Ret | 4   | 1   | 1   | 5   | 1   | 4   | 3   | 3   | Ret | 3   | 3   | 2   | 1   | 4   | 11  | 2   | 12  | 7   | 2   | 392  |
| 4    | Enea Bastianini       | Ducati  | Ducati Lenovo Team                | 6   | 5   | 6   | 2   | 6   | 3   | Ret | 5   | 4   | 4   | 5   | 18  | Ret | 2   | 4   | 3   | 4   | 4   | 1   | 1   | 4   | 3   | 7   | 5   | 4   | 3   | 3   | 1   | 2   | Ret | 2   | 4   | 3   | 5   | 1   | 14  | 3   | 3   | 2   | 7   | 386  |
| 5    | Brad Binder           | KTM     | Red Bull KTM Factory Racing       | 2   | 2   | Ret | 4   | 12  | 9   | Ret | 6   | 15  | 8   | Ret | 8   | 6   | 10  | 6   | 6   | 8   | 9   | 4   | Ret | 7   | 5   | 6   | 4   | 7   | 4   | 6   | 19  | 13  | 8   | Ret | 6   | Ret | 7   | 9   | 5   | 7   | DNS | 9   | 6   | 217  |
| 6    | Pedro Acosta          | KTM     | GasGas Factory Racing Tech3       | 8   | 9   | 7   | 3   | 4   | 2   | 2   | 10  | 6   | Ret | 3   | 13  | 3   | 5   | 10  | Ret | 22  | 7   | 5   | 9   | 10  | 13  | 3   | 3   | 6   | 17  | 5   | Ret | 6   | 2   | Ret | Ret | Ret | DNS | Ret | 3   | 9   | 5   | Ret | 10  | 215  |
| 7    | Maverick Viñales      | Aprilia | Aprilia Racing                    | 9   | 10  | 1   | Ret | 1   | 1   | Ret | 9   | 3   | 5   | 8   | 12  | 5   | 8   | 3   | 5   | 7   | 12  | 8   | 13  | 11  | 7   | 19  | Ret | 11  | 16  | 10  | 6   | 7   | 6   | 9   | Ret | Ret | 8   | 20  | 8   | 7   | 7   | 12  | 15  | 190  |
| 8    | Álex Márquez          | Ducati  | Gresini Racing MotoGP             | 7   | 6   | 13  | Ret | 14  | 15  | Ret | 4   | 14  | 10  | 14  | 7   | 8   | 9   | 8   | 7   | 9   | 3   | 6   | 7   | 20  | 10  | 4   | Ret | 10  | 6   | 13  | 9   | 14  | Ret | 7   | Ret | Ret | 15  | 5   | 10  | 4   | 4   | 5   | 4   | 173  |
| 9    | Franco Morbidelli     | Ducati  | Prima Pramac Racing               | 20  | 18  | 16  | 18  | 10  | Ret | 4   | Ret | 12  | 7   | 11  | Ret | 4   | 6   | 9   | 9   | 5   | 5   | Ret | 10  | 6   | 8   | Ret | 6   | 3   | Ret | 9   | 5   | 5   | 4   | 5   | 5   | 5   | 6   | 6   | Ret | 6   | 14  | 6   | 8   | 173  |
| 10   | Fabio Di Giannantonio | Ducati  | Pertamina Enduro VR46 Racing Team | Ret | 7   | Ret | 10  | Ret | 6   | 13  | 7   | 7   | 6   | 6   | 5   | 7   | 7   | 5   | 4   | 12  | Ret | 9   | 5   | WD  | WD  | 15  | 8   | Ret | 9   | 18  | 14  | 9   | Ret | 6   | 8   | 7   | 4   | 8   | 4   | INJ | INJ | INJ | INJ | 165  |
| 11   | Aleix Espargaró       | Aprilia | Aprilia Racing                    | 3   | 8   | 8   | 8   | 5   | 7   | Ret | Ret | 5   | 9   | 1   | 4   | 9   | 11  | Ret | DNS | WD  | WD  | 3   | 6   | 3   | 9   | Ret | 10  | 12  | Ret | 12  | 8   | 16  | Ret | Ret | 9   | 8   | 16  | 15  | 9   | 12  | 13  | 4   | 5   | 163  |
| 12   | Marco Bezzecchi       | Ducati  | Pertamina Enduro VR46 Racing Team | 11  | 14  | 11  | 6   | 13  | 8   | Ret | 3   | Ret | Ret | 9   | 11  | 11  | 13  | 11  | Ret | 10  | 8   | Ret | 8   | 8   | 6   | 10  | 7   | Ret | 5   | 8   | 4   | 4   | 5   | 10  | 7   | Ret | 19  | 7   | Ret | 10  | 9   | 8   | 9   | 153  |
| 13   | Fabio Quartararo      | Yamaha  | Monster Energy Yamaha MotoGP      | 12  | 11  | 9   | 7   | 15  | 12  | 5   | 15  | 10  | Ret | 10  | 9   | Ret | 18  | 7   | 12  | 13  | 11  | 11  | 11  | 12  | 18  | 8   | Ret | 9   | 7   | 7   | 7   | 12  | 7   | 12  | 12  | 11  | 9   | 10  | 16  | 5   | 6   | 10  | 11  | 113  |
| 14   | Jack Miller           | KTM     | Red Bull KTM Factory Racing       | 10  | 21  | 5   | 5   | 7   | 13  | 14  | Ret | 8   | Ret | 7   | Ret | 12  | 16  | 13  | 11  | 11  | 13  | 7   | 12  | 5   | 19  | 13  | 15  | 8   | 8   | 14  | 16  | 11  | Ret | 8   | 10  | Ret | 11  | 11  | 6   | 8   | DNS | 19  | 13  | 87   |
| 15   | Miguel Oliveira       | Aprilia | Trackhouse Racing MotoGP          | 13  | 15  | 12  | 9   | 11  | 11  | 8   | 8   | 11  | Ret | Ret | 10  | Ret | 14  | 12  | 15  | 2   | 6   | 10  | Ret | 13  | 12  | 5   | Ret | 15  | 11  | 11  | 10  | WD  | WD  | INJ | INJ | INJ | INJ | INJ | INJ | INJ | INJ | 18  | 12  | 75   |
| 16   | Raúl Fernández        | Aprilia | Trackhouse Racing MotoGP          | 14  | Ret | 10  | Ret | 9   | 10  | 12  | 11  | 9   | 11  | Ret | 6   | 10  | 12  | 17  | 8   | 14  | 10  | 12  | Ret | 14  | Ret | 11  | 16  | 17  | 18  | 17  | 13  | 19  | 10  | 11  | 15  | 6   | 10  | 14  | Ret | 18  | 16  | 14  | 18  | 66   |
| 17   | Johann Zarco          | Honda   | LCR Honda Castrol                 | 16  | 12  | Ret | 15  | Ret | Ret | 11  | Ret | 13  | 12  | Ret | 16  | 15  | 19  | 16  | 13  | 17  | 17  | 14  | 14  | 15  | 21  | Ret | 13  | 13  | 12  | 16  | 15  | 8   | 9   | 14  | 11  | Ret | 12  | 12  | 7   | Ret | 11  | 11  | 14  | 55   |
| 18   | Álex Rins             | Yamaha  | Monster Energy Yamaha MotoGP      | 17  | 16  | Ret | 13  | 16  | Ret | 15  | 13  | Ret | 15  | 12  | 20  | 13  | 14  | 19  | Ret | INJ | INJ | WD  | WD  | Ret | 16  | 17  | 9   | 19  | 19  | WD  | WD  | 15  | 11  | 16  | 16  | 12  | 13  | 17  | Ret | 11  | 8   | 16  | 21  | 31   |
| 19   | Takaaki Nakagami      | Honda   | LCR Honda IDEMITSU                | 19  | 19  | 17  | 14  | Ret | Ret | 10  | 14  | 16  | 14  | 13  | 14  | 16  | Ret | 18  | 16  | 18  | 14  | 17  | 15  | 16  | 14  | 14  | 11  | 20  | 13  | 19  | 17  | 17  | 12  | Ret | 13  | 14  | 18  | 18  | 13  | 17  | Ret | 17  | 17  | 31   |
| 20   | Augusto Fernández     | KTM     | GasGas Factory Racing Tech3       | 18  | 17  | 15  | 11  | Ret | 14  | 7   | Ret | 17  | 13  | 17  | Ret | 17  | Ret | 15  | 14  | 16  | 16  | 13  | 16  | Ret | 15  | 12  | 12  | 16  | Ret | 20  | 18  | Ret | Ret | 15  | Ret | 9   | 17  | 16  | Ret | 13  | 10  | 20  | 19  | 27   |
| 21   | Joan Mir              | Honda   | Repsol Honda Team                 | 15  | 13  | 14  | 12  | Ret | Ret | 9   | 12  | Ret | Ret | 15  | 15  | Ret | Ret | 14  | Ret | 21  | 18  | 16  | Ret | 19  | 17  | 18  | 14  | DNP | DNP | 21  | 11  | Ret | Ret | Ret | Ret | 13  | Ret | 13  | 15  | 16  | Ret | 13  | Ret | 21   |
| 22   | Luca Marini           | Honda   | Repsol Honda Team                 | 21  | 20  | 18  | 17  | 17  | 16  | Ret | 17  | 18  | 16  | 16  | 17  | 19  | 20  | Ret | 17  | 15  | 15  | 15  | 17  | 17  | Ret | 16  | 17  | 18  | DNS | 15  | 12  | 18  | Ret | 13  | 14  | 10  | 14  | 19  | 12  | 15  | 15  | 15  | 16  | 14   |
| 23   | Pol Espargaró         | KTM     | Red Bull KTM Factory Racing       |     |     |     |     |     |     |     |     |     |     |     |     | 14  | 17  |     |     |     |     |     |     | 9   | 11  |     |     | 14  | 10  |     |     |     |     |     |     |     |     |     |     |     |     |     |     | 12   |
| 24   | Dani Pedrosa          | KTM     | Red Bull KTM Factory Racing       |     |     |     |     |     |     | 3   | Ret |     |     |     |     |     |     |     |     |     |     |     |     |     |     |     |     |     |     |     |     |     |     |     |     |     |     |     |     |     |     |     |     | 7    |
| 25   | Stefan Bradl          | Honda   | HRC Test Team                     |     |     |     |     |     |     | Ret | 16  |     |     | 18  | 19  |     |     |     |     | 19  | 20  |     |     | Ret | 22  |     |     | Ret | 14  |     |     |     |     |     |     |     |     |     |     |     |     | 22  | 22  | 2    |
| 26   | Remy Gardner          | Yamaha  | Monster Energy Yamaha MotoGP      |     |     |     |     |     |     |     |     |     |     |     |     |     |     |     |     | 20  | 19  | 18  | 18  |     |     |     |     |     |     |     |     |     |     | 18  | 17  |     |     |     |     |     |     |     |     | 0    |
| 27   | Andrea Iannone        | Ducati  | Pertamina Enduro VR46 Racing Team |     |     |     |     |     |     |     |     |     |     |     |     |     |     |     |     |     |     |     |     |     |     |     |     |     |     |     |     |     |     |     |     |     |     |     |     | 19  | 17  |     |     | 0    |
| 28   | Lorenzo Savadori      | Aprilia | Aprilia Racing                    |     |     |     |     |     |     | 16  | Ret |     |     |     |     | 18  | 21  | Ret | DNS |     |     |     |     | 18  | 20  |     |     |     |     |     |     |     |     |     |     |     |     |     |     |     |     |     |     | 0    |
| 28   | Lorenzo Savadori      | Aprilia | Trackhouse Racing MotoGP          |     |     |     |     |     |     |     |     |     |     |     |     |     |     |     |     |     |     |     |     |     |     |     |     |     |     |     |     |     |     | 17  | Ret | 15  | Ret | 21  | Ret | 20  | 18  |     |     | 0    |
| 29   | Michele Pirro         | Ducati  | Pertamina Enduro VR46 Racing Team |     |     |     |     |     |     |     |     |     |     |     |     |     |     |     |     |     |     |     |     |     |     |     |     |     |     |     |     |     |     |     |     |     |     |     |     |     |     | 21  | 20  | 0    |
| Pos. | Piloto                | Moto    | Equipo                            | QAT | QAT | POR | POR | AME | AME | SPA | SPA | FRA | FRA | CAT | CAT | ITA | ITA | NED | NED | GER | GER | GBR | GBR | AUT | AUT | ARA | ARA | RSM | RSM | EMI | EMI | INA | INA | JPN | JPN | AUS | AUS | THA | THA | MAL | MAL | BCN | BCN | Pts. |

| Color     | Resultado                                                               |
| --------- | ----------------------------------------------------------------------- |
| Oro       | Ganador                                                                 |
| Plata     | 2.ª plaza                                                               |
| Bronce    | 3.ª plaza                                                               |
| Verde     | Finalizó en los puntos                                                  |
| Azul      | Finalizó sin puntos                                                     |
| Azul      | NC - No clasificado                                                     |
| Violeta   | Ret - No terminó (Carrera)                                              |
| Rojo      | DNQ - No se clasificó                                                   |
| Negro     | DSQ - Descalificado                                                     |
| Blanco    | DNS - No empezó (carrera)                                               |
| Blanco    | WD - Retirado (fin de semana)                                           |
| Blanco    | C - Carrera cancelada                                                   |
| Sin color | DNP - Inscrito pero no participó                                        |
| Sin color | INJ - Lesionado                                                         |
| Sin color | EX - Excluido                                                           |
| Estado    | Resultado                                                               |
| Negrita   | Pole position                                                           |
| Cursiva   | Vuelta rápida                                                           |
| †         | Abandona, pero clasifica al completar el porcentaje requerido para ello |

### Campeonato de Pilotos Independientes
| Pos. | N.° | Piloto                | Moto    | Ptos. |
| ---- | --- | --------------------- | ------- | ----- |
| 1    | 89  | Jorge Martín          | Ducati  | 508   |
| 2    | 93  | Marc Márquez          | Ducati  | 392   |
| 3    | 31  | Pedro Acosta          | KTM     | 215   |
| 4    | 73  | Álex Márquez          | Ducati  | 173   |
| 5    | 21  | Franco Morbidelli     | Ducati  | 173   |
| 6    | 49  | Fabio Di Giannantonio | Ducati  | 165   |
| 7    | 72  | Marco Bezzecchi       | Ducati  | 153   |
| 8    | 88  | Miguel Oliveira       | Aprilia | 75    |
| 9    | 25  | Raúl Fernández        | Aprilia | 66    |
| 10   | 5   | Johann Zarco          | Honda   | 55    |
| 11   | 30  | Takaaki Nakagami      | Honda   | 31    |
| 12   | 37  | Augusto Fernández     | KTM     | 27    |
| Pos. | N.° | Piloto                | Moto    | Ptos. |

### Campeonato de Novatos
| Pos. | N.° | Piloto       | Moto | Ptos. |
| ---- | --- | ------------ | ---- | ----- |
| 1    | 31  | Pedro Acosta | KTM  | 215   |
| Pos. | N.° | Piloto       | Moto | Ptos. |

### BMW M Award
| Pos. | N.° | Piloto                | Moto    | QAT | POR | AME | SPA | FRA | CAT | ITA | NED | GER | GBR | AUT | ARA | RSM | EMI | INA | JPN | AUS | THA | MAL | BCN | Ptos. |
| ---- | --- | --------------------- | ------- | --- | --- | --- | --- | --- | --- | --- | --- | --- | --- | --- | --- | --- | --- | --- | --- | --- | --- | --- | --- | ----- |
| 1    | 1   | Francesco Bagnaia     | Ducati  | 5   | 4   | 4   | 7   | 2   | 2   | 2   | 1   | 4   | 2   | 2   | 3   | 1   | 1   | 4   | 2   | 5   | 1   | 1   | 1   | 369   |
| 2    | 89  | Jorge Martín          | Ducati  | 1   | 3   | 6   | 3   | 1   | 7   | 1   | 2   | 1   | 4   | 1   | 4   | 4   | 2   | 1   | 11  | 1   | 3   | 2   | 4   | 359   |
| 3    | 93  | Marc Márquez          | Ducati  | 6   | 8   | 3   | 1   | 13  | 14  | 4   | 7   | 13  | 7   | 3   | 1   | 9   | 7   | 12  | 9   | 2   | 5   | 5   | 3   | 224   |
| 4    | 23  | Enea Bastianini       | Ducati  | 3   | 1   | 5   | 9   | 10  | 11  | 5   | 11  | 9   | 3   | 7   | 14  | 8   | 3   | 5   | 4   | 10  | 2   | 6   | 8   | 212   |
| 5    | 12  | Maverick Viñales      | Aprilia | 10  | 2   | 1   | 11  | 3   | 12  | 3   | 3   | 7   | 8   | 6   | 12  | 11  | 8   | 10  | 3   | 3   | 10  | 12  | 7   | 209   |
| 6    | 31  | Pedro Acosta          | KTM     | 8   | 7   | 2   | 10  | 7   | 5   | 7   | 10  | 10  | 9   | 13  | 2   | 5   | 5   | 3   | 1   | 15  | 7   | 13  | 6   | 200   |
| 7    | 41  | Aleix Espargaró       | Aprilia | 2   | 13  | 7   | 12  | 6   | 1   | 9   | 5   | WD  | 1   | 4   | 11  | 13  | 11  | 13  | 15  | 20  | 14  | 16  | 2   | 166   |
| 8    | 21  | Franco Morbidelli     | Ducati  | 22  | 17  | 9   | 8   | 9   | 10  | 6   | 8   | 6   | 13  | 8   | 6   | 2   | 10  | 9   | 6   | 7   | 11  | 5   | 4   | 158   |
| 9    | 72  | Marco Bezzecchi       | Ducati  | 15  | 6   | 10  | 2   | 5   | 16  | 16  | 15  | 12  | 12  | 9   | 13  | 3   | 6   | 2   | 8   | 4   | 4   | 14  | 9   | 156   |
| 10   | 73  | Álex Márquez          | Ducati  | 9   | 12  | 12  | 6   | 17  | 13  | 8   | 4   | 5   | 5   | 10  | 5   | 7   | 21  | 14  | 10  | 8   | 9   | 3   | 11  | 141   |
| 11   | 33  | Brad Binder           | KTM     | 4   | 10  | 17  | 4   | 22  | 4   | 13  | 9   | 11  | 6   | 11  | 7   | 6   | 4   | 22  | 5   | 11  | 13  | 10  | 18  | 132   |
| 12   | 49  | Fabio Di Giannantonio | Ducati  | 7   | 14  | 8   | 5   | 4   | 6   | 14  | 6   | 8   | 10  | WD  | 16  | 14  | 13  | 8   | 7   | 12  | 8   |     |     | 113   |
| 13   | 25  | Raúl Fernández        | Aprilia | 12  | 16  | 13  | 17  | 14  | 3   | 12  | 12  | 3   | 14  | 20  | 9   | 19  | 14  | 11  | 13  | 6   | 20  | 15  | 17  | 79    |
| 14   | 20  | Fabio Quartararo      | Yamaha  | 16  | 9   | 16  | 23  | 8   | 17  | 15  | 13  | 14  | 18  | 14  | 17  | 10  | 9   | 6   | 12  | 19  | 6   | 8   | 10  | 74    |
| 15   | 43  | Jack Miller           | KTM     | 11  | 5   | 11  | 15  | 11  | 9   | 19  | 14  | 16  | 11  | 5   | 15  | 12  | 19  | 16  | 14  | 16  | 15  | 7   | 19  | 69    |
| 16   | 88  | Miguel Oliveira       | Aprilia | 14  | 15  | 14  | 14  | 12  | 15  | 11  | 17  | 2   | 15  | 12  | 8   | 18  | 12  | WD  |     |     |     |     | 14  | 56    |
| 17   | 5   | Johann Zarco          | Honda   | 13  | 19  | 19  | 13  | 15  | 18  | 18  | 19  | 19  | 16  | 17  | 10  | 15  | 17  | 7   | 16  | 14  | 12  | 11  | 12  | 38    |
| 18   | 42  | Álex Rins             | Yamaha  | 20  | 11  | 15  | 25  | 16  | 8   | 10  | 16  |     | WD  | 21  | 21  | 20  | WD  | 15  | 19  | 9   | 17  | 9   | 15  | 36    |
| 19   | 10  | Luca Marini           | Honda   | 21  | 22  | 22  | 22  | 21  | 22  | 24  | 21  | 18  | 19  | 18  | 20  | 21  | 15  | 17  | 20  | 13  | 21  | 19  | 16  | 4     |
| 20   | 36  | Joan Mir              | Honda   | 17  | 20  | 20  | 20  | 18  | 21  | 17  | 20  | 20  | 20  | 19  | 22  |     | 22  | 22  | 17  | 18  | 19  | 20  | 13  | 3     |
| 21   | 37  | Augusto Fernández     | KTM     | 18  | 18  | 18  | 18  | 20  | 19  | 20  | 22  | 15  | 17  | 15  | 17  | 18  | 18  | 21  | 18  | 17  | 16  | 21  | 21  | 2     |
| 22   | 30  | Takaaki Nakagami      | Honda   | 19  | 21  | 21  | 24  | 19  | 20  | 23  | 23  | 17  | 21  | 22  | 18  | 22  | 20  | 18  | 21  | 21  | 18  | 18  | 20  | NC    |
| Pos. | N.° | Piloto                | Moto    | QAT | POR | AME | SPA | FRA | CAT | ITA | NED | GER | GBR | AUT | ARA | RSM | EMI | INA | JPN | AUS | THA | MAL | BCN | Ptos. |

### Campeonato de constructores
| Pos. | Constructor | QAT | POR | AME | SPA | FRA | CAT | ITA | NED | GER | GBR | AUT | ARA | RSM | EMI | INA | JPN | AUS | THA | MAL | BCN | Ptos. |
| ---- | ----------- | --- | --- | --- | --- | --- | --- | --- | --- | --- | --- | --- | --- | --- | --- | --- | --- | --- | --- | --- | --- | ----- |
| 1    | Ducati      | 1   | 12  | 32  | 1   | 1   | 12  | 1   | 1   | 1   | 1   | 1   | 1   | 1   | 1   | 1   | 1   | 1   | 1   | 1   | 1   | 722   |
| 2    | KTM         | 2   | 35  | 24  | 62  | 86  | 83  | 53  | 6   | 78  | 94  | 5   | 3   | 46  | 165 | 26  | 68  | 79  | 39  | 57  | 69  | 327   |
| 3    | Aprilia     | 83  | 81  | 1   | 8   | 53  | 41  | 85  | 53  | 62  | 63  | 73  | 115 | 11  | 6   | 67  | 9   | 8   | 7   | 7   | 54  | 302   |
| 4    | Yamaha      | 11  | 97  | 12  | 135 | 15  | 9   | 14  | 127 | 11  | 11  | 16  | 98  | 79  | 7   | 7   | 12  | 9   | 16  | 65  | 11  | 124   |
| 5    | Honda       | 12  | 12  | 16  | 129 | 12  | 14  | 19  | 13  | 14  | 14  | 14  | 12  | 12  | 11  | 98  | 11  | 12  | 8   | 11  | 14  | 75    |
| Pos. | Constructor | QAT | POR | AME | SPA | FRA | CAT | ITA | NED | GER | GBR | AUT | ARA | RSM | EMI | INA | JPN | AUS | THA | MAL | BCN | Ptos. |

### Campeonato de equipos
| Pos. | Equipo                            | N.º | QAT | POR  | AME  | SPA  | FRA  | CAT  | ITA | NED | GER  | GBR  | AUT | ARA  | RSM  | EMI  | INA  | JPN  | AUS | THA  | MAL  | BCN | Ptos. |
| ---- | --------------------------------- | --- | --- | ---- | ---- | ---- | ---- | ---- | --- | --- | ---- | ---- | --- | ---- | ---- | ---- | ---- | ---- | --- | ---- | ---- | --- | ----- |
| 1    | Ducati Lenovo Team                | 1   | 14  | Ret4 | 58   | 1    | 3    | 1    | 1   | 1   | 13   | 3    | 1   | Ret9 | 2    | Ret1 | 31   | 1    | 34  | 13   | 1    | 1   | 884   |
| 1    | Ducati Lenovo Team                | 23  | 56  | 26   | 36   | 5    | 4    | 185  | 2   | 34  | 4    | 1    | 34  | 57   | 34   | 13   | Ret2 | 42   | 53  | 141  | 3    | 72  | 884   |
| 2    | Prima Pramac Racing               | 21  | 18  | 18   | Ret  | Ret4 | 7    | Ret  | 64  | 9   | 5    | 10   | 86  | 6    | Ret3 | 59   | 45   | 5    | 65  | Ret6 | 146  | 86  | 681   |
| 2    | Prima Pramac Racing               | 89  | 31  | 13   | 43   | Ret1 | 1    | 24   | 3   | 2   | Ret1 | 2    | 2   | 2    | 151  | 2    | 1    | 24   | 21  | 2    | 21   | 3   | 681   |
| 3    | Gresini Racing MotoGP             | 73  | 67  | Ret  | 15   | 4    | 10   | 7    | 98  | 78  | 39   | 76   | 10  | Ret4 | 6    | 9    | Ret  | Ret7 | 15  | 105  | 4    | 45  | 565   |
| 3    | Gresini Racing MotoGP             | 93  | 45  | 162  | Ret2 | 26   | 2    | 32   | 42  | 10  | 26   | 4    | 4   | 1    | 15   | 34   | Ret3 | 3    | 12  | 114  | 122  | 27  | 565   |
| 4    | Aprilia Racing                    | 12  | 109 | Ret1 | 1    | 9    | 53   | 128  | 85  | 53  | 127  | 138  | 7   | Ret  | 16   | 6    | 67   | Ret9 | 8   | 7    | 7    | 15  | 353   |
| 4    | Aprilia Racing                    | 32  |     |      |      | 16   |      |      | 21  | DNS |      |      | 20  |      |      |      |      |      |     |      |      |     | 353   |
| 4    | Aprilia Racing                    | 41  | 83  | 8    | 75   | Ret  | 95   | 41   | 119 | DNS | WD   | 63   | 93  | 11   | Ret  | 8    | Ret  | 9    | 168 | 9    | 13   | 54  | 353   |
| 5    | Pertamina Enduro VR46 Racing Team | 29  |     |      |      |      |      |      |     |     |      |      |     |      |      |      |      |      |     |      | 17   |     | 318   |
| 5    | Pertamina Enduro VR46 Racing Team | 49  | 7   | 10   | 6    | 7    | 67   | 56   | 7   | 45  | Ret  | 59   | WD  | 7    | 9    | 14   | Ret9 | 86   | 47  | 48   | INJ  | INJ | 318   |
| 5    | Pertamina Enduro VR46 Racing Team | 51  |     |      |      |      |      |      |     |     |      |      |     |      |      |      |      |      |     |      |      | 20  | 318   |
| 5    | Pertamina Enduro VR46 Racing Team | 72  | 14  | 6    | 8    | 3    | Ret  | 119  | 13  | Ret | 8    | 8    | 68  | 8    | 5    | 48   | 54   | 7    | 16  | Ret7 | 9    | 98  | 318   |
| 6    | Red Bull KTM Factory Racing       | 26  |     |      |      | Ret3 |      |      |     |     |      |      |     |      |      |      |      |      |     |      |      |     | 304   |
| 6    | Red Bull KTM Factory Racing       | 33  | 2   | 4    | 9    | 6    | 8    | 8    | 106 | 6   | 98   | Ret4 | 57  | 46   | 47   | 196  | 8    | 6    | 7   | 106  | DNS7 | 69  | 304   |
| 6    | Red Bull KTM Factory Racing       | 43  | 21  | 5    | 137  | Ret  | Ret8 | Ret7 | 16  | 11  | 13   | 127  | 195 | 10   | 8    | 16   | Ret  | 108  | 11  | 5    | DNS8 | 13  | 304   |
| 6    | Red Bull KTM Factory Racing       | 44  |     |      |      |      |      |      | 17  |     |      |      | 119 |      | 10   |      |      |      |     |      |      |     | 304   |
| 7    | Red Bull GasGas Tech3             | 31  | 98  | 37   | 24   | 102  | Ret6 | 133  | 53  | Ret | 7    | 95   | 13  | 3    | 176  | Ret5 | 26   | Ret  | DNS | 3    | 59   | 10  | 242   |
| 7    | Red Bull GasGas Tech3             | 37  | 17  | 11   | 14   | Ret6 | 13   | Ret  | Ret | 14  | 16   | 16   | 15  | 13   | Ret  | 18   | Ret  | Ret  | 179 | Ret  | 10   | 19  | 242   |
| 8    | Monster Energy Yamaha MotoGP Team | 20  | 11  | 10   | 12   | 155  | Ret  | 9    | 18  | 127 | 11   | 11   | 18  | Ret8 | 79   | 7    | 7    | 12   | 9   | 16   | 65   | 11  | 144   |
| 8    | Monster Energy Yamaha MotoGP Team | 42  | 16  | 13   | Ret  | 13   | 15   | 20   | 15  | Ret | INJ  | WD   | 16  | 9    | 19   | WD   | 12   | 16   | 13  | Ret  | 8    | 21  | 144   |
| 8    | Monster Energy Yamaha MotoGP Team | 87  |     |      |      |      |      |      |     |     | 19   | 18   |     |      |      |      |      | 17   |     |      |      |     | 144   |
| 9    | Trackhouse Racing                 | 25  | Ret | Ret  | 109  | 11   | 119  | 6    | 12  | 8   | 10   | Ret  | Ret | 16   | 18   | 13   | 10   | 15   | 106 | Ret  | 16   | 18  | 141   |
| 9    | Trackhouse Racing                 | 32  |     |      |      |      |      |      |     |     |      |      |     |      |      |      |      | Ret  | Ret | Ret  | 18   |     | 141   |
| 9    | Trackhouse Racing                 | 88  | 15  | 9    | 11   | 8    | Ret  | 10   | 14  | 15  | 62   | Ret  | 12  | Ret5 | 11   | 10   | WD   | INJ  | INJ | INJ  | INJ  | 12  | 141   |
| 10   | LCR Honda                         | 5   | 12  | 15   | Ret  | Ret  | 12   | 16   | 19  | 13  | 17   | 14   | 21  | 14   | 15   | 98   | 11   | 12   | 8   | Ret  | 11   | 14  | 86    |
| 10   | LCR Honda                         | 30  | 19  | 14   | Ret  | 14   | 14   | 14   | Ret | 16  | 14   | 15   | 14  | 12   | 13   | 17   | 11   | 13   | 18  | 13   | Ret  | 17  | 86    |
| 11   | Repsol Honda Team                 | 10  | 20  | 17   | 16   | 17   | 16   | 17   | 20  | 17  | 15   | 17   | Ret | 17   | DNS  | 12   | Ret  | 14   | 14  | 12   | 15   | 16  | 35    |
| 11   | Repsol Honda Team                 | 36  | 13  | 12   | Ret  | 129  | Ret  | 15   | Ret | Ret | 18   | Ret  | 17  | 15   | DNP  | 11   | Ret  | Ret  | Ret | 15   | Ret  | Ret | 35    |
| Pos. | Equipo                            | N.º | QAT | POR  | AME  | SPA  | FRA  | CAT  | ITA | NED | GER  | GBR  | AUT | ARA  | RSM  | EMI  | INA  | JPN  | AUS | THA  | MAL  | BCN | Ptos. |

### Campeonato de Equipos Independientes
| Pos. | Equipo                            | Ptos. |
| ---- | --------------------------------- | ----- |
| 1    | Prima Pramac Racing               | 681   |
| 2    | Gresini Racing MotoGP             | 565   |
| 3    | Pertamina Enduro VR46 Racing Team | 318   |
| 4    | Red Bull GasGas Tech3             | 242   |
| 5    | Trackhouse Racing                 | 141   |
| 6    | LCR Honda                         | 86    |
| Pos. | Equipo                            | Ptos. |